# Melitaea leucophana
Melitaea leucophana är en fjärilsart som beskrevs av Cabeau 1911. Melitaea leucophana ingår i släktet Melitaea och familjen praktfjärilar. Inga underarter finns listade i Catalogue of Life.